# Coptosia ganglbaueri
Coptosia ganglbaueri är en skalbaggsart som beskrevs av Maurice Pic 1936. Coptosia ganglbaueri ingår i släktet Coptosia och familjen långhorningar.
Artens utbredningsområde är Israel. Inga underarter finns listade i Catalogue of Life.